# Joey Badass
Jo-Vaughn Virginie Scott (New York City, New York, SAD, 20. siječnja 1995.), bolje poznat po svom umjetničkom imenu Joey Badass (ponekad stilizirano kao Joey Bada$$) je američki reper, tekstopisac i glazbeni producent. Također je član hip-hop kolektiva Pro Era. Trenutno ima potpisan ugovor s diskografskom kućom Cinematic Music Group. Joey Badass je svoju glazbenu karijeru započeo 2010. godine kada je objavio jedan video isječak na YouTubeu. Prvi miksani album 1999 objavio je 2012. godine, a odmah iste godine uslijedio je još jedan pod nazivom Rejex.

## Biografija

### Djetinjstvo i mladost (1995. – 2009.)
Joey Badass je rođen kao Jo-Vaughn Virginie Scott, 20. siječnja 1995. godine u New York Cityju, New Yorku. Njegova obitelj se još prije njegova rođenja preselila u Sjedinjene Američke Države iz Jamajke. Joey Badass je odrastao u Flatbushu, dijelu Brooklyna. On ima troje braće i jednu sestru. Počeo je pisati poeziju i pjesme već s jedanaest godina. Krenuo je u srednju školu Edward R. Murrow kako bi studirao glumu, ali se za vrijeme devetog razreda prebacio na glazbu. Počeo je repeti pod pseudonimom JayOhVee, ali ga je odmah promijenio u Joey Badass. U srednjoj školi je osnovao hip-hop kolektiv Pro Era (Progressive Era) zajedno s prijateljima Capital STEEZ-om, CJ Flyjem i drugima.

### Počeci glazbene karijere (2010. - danas)
Joey Badass je u listopadu 2010. godine objavio jedan video isječak na YouTubeu gdje izvodi freestyle. Video je ponovno objavljen na američkoj hip-hop web stranici WorldStarHipHop te ga je zapazio Jonny Shipes, predsjednik diskografske kuće Cinematic Music Group i menadžer Big K.R.I.T.-a i Smoke DZA-e. Jonny Shipes je kontaktirao Joeyja preko Twittera, te mu je odmah nakon toga postao menadžer. Tada je cijeli kolektiv Pro Era potpisao ugovor s diskografskom kućom Cinematic Music Group.

## Diskografija
- 1999 (2012.)
- Rejex (2012.)
- B4.Da.$$ (2015.)

## Vanjske poveznice
- Joey Badass na Twitteru
- Joey Badass na Allmusicu
- Joey Badass na Discogsu
- Joey Badass na Billboardu
- Joey Badass  Arhivirana inačica izvorne stranice od 6. siječnja 2013. (Wayback Machine) na MTV